# Malsfeld
Malsfeld è un comune tedesco di 3 989 abitanti situato nel land dell'Assia.
Nel suo territorio il fiume Beise sfocia nella Fulda.